# 1858
1858 (MDCCCLVIII) var ett normalår som började en fredag i den gregorianska kalendern och ett normalår som började en onsdag i den julianska kalendern.

## Händelser

### Januari
- 2–27 januari – Soldater från två amerikanska krigsfartyg landsätts i Uruguay för att skydda amerikansk egendom under revolutionsförsök i Montevideo.[1]

### Februari
- 3 februari – Den svenske konstnären Egron Lundgren påbörjar sin resa från London till Indien, för att, som brittisk krigsreporter, bevaka Sepoyupproret.
- 11 februari – Bernadette Soubirous uppges ha fått sin första uppenbarelse av Vår Fru av Lourdes, central för Romersk-katolska kyrkans kult av jungfru Maria.

### Mars
- 16 mars – Ludvig Manderström blir svensk statsminister för utrikesärendena.
- 20 mars – Egron Lundgren anländer till Calcutta i Indien.

### April
- April – Brand i Skara, Sverige.[2]
- 7 april – Louis De Geer d.ä. inträder i den svenska regeringen som justitieminister.

Granadinska konfederationen

- 11 april – Republiken Nya Granada i Sydamerika skrotas och ersätts av Granadinska konfederationen.
- 27 april – SGU inrättas och Sveriges geologiska uppbyggnad börjar kartläggas.[3]

### Maj

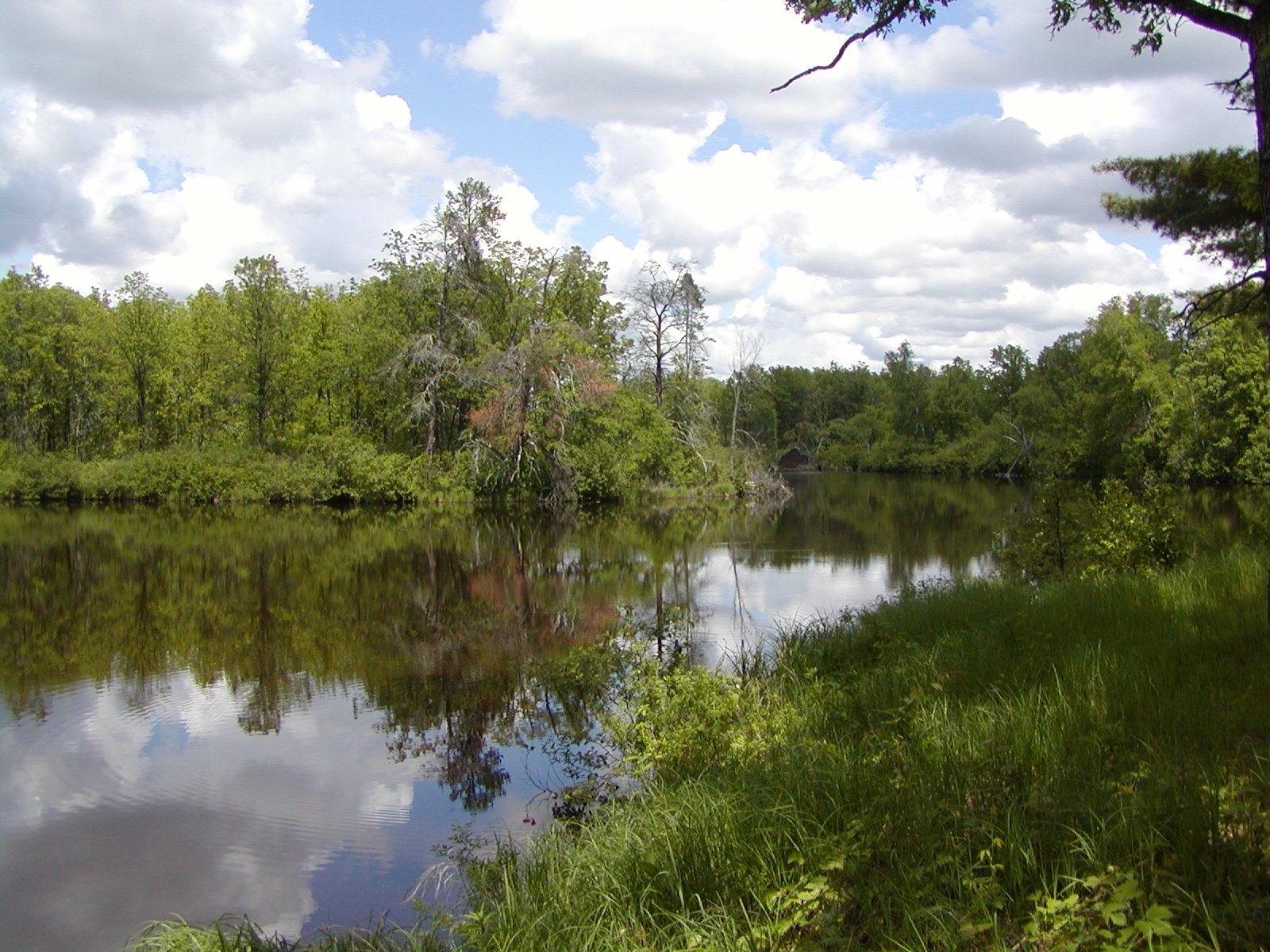
Minnesota

- 11 maj – Minnesota blir den 32:a delstaten att ingå i amerikanska unionen.[4]
- Maj – Sex svenska kvinnor döms till landsförvisning på grund av sin katolska tro, vilket framkallar harm i det katolska Europa.

### Juni

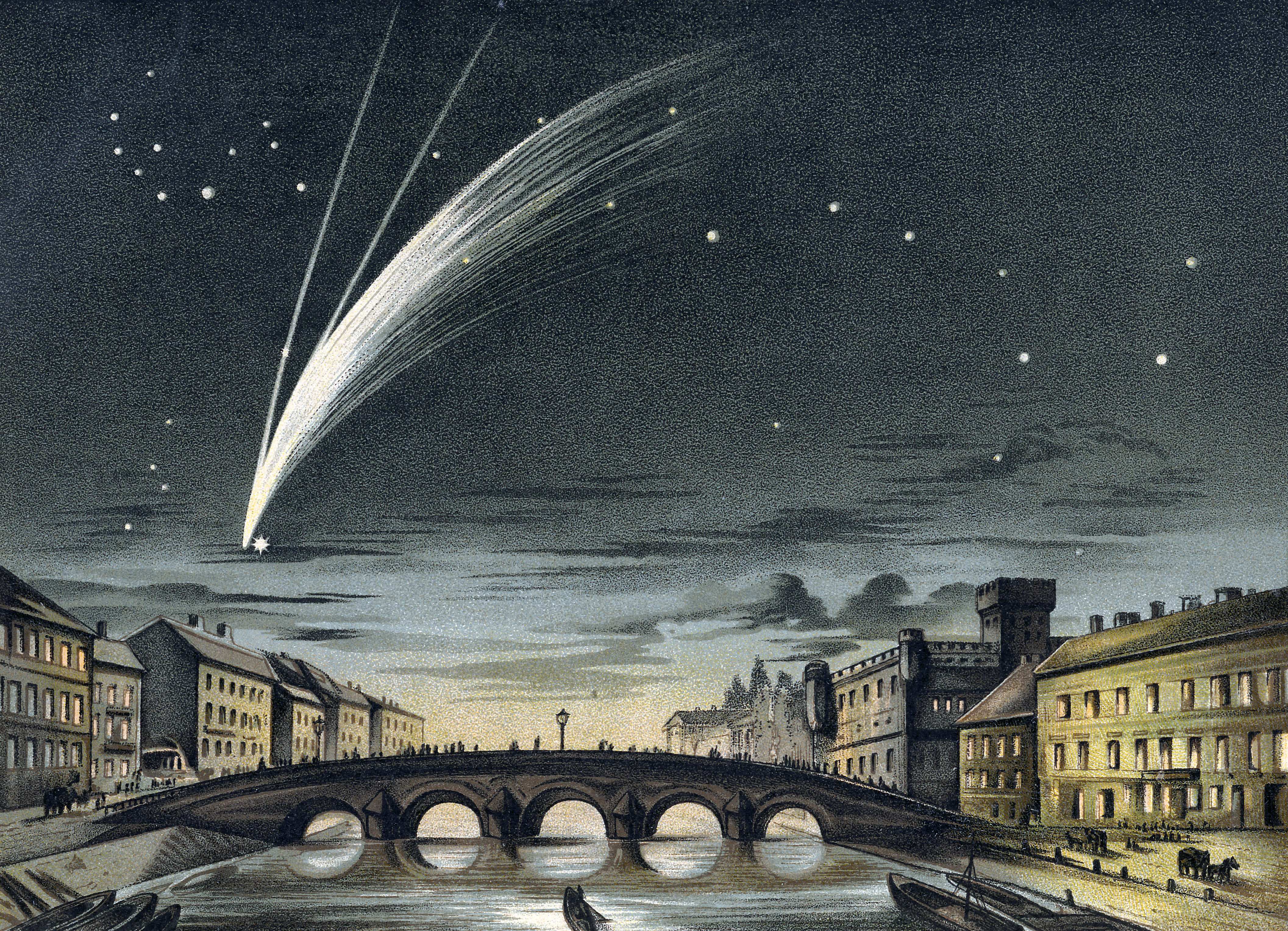
Donatis komet

- 2 juni – Giovanni Battista Donati upptäcker kometen Donatis komet.
- 15 juni – En ny svensk lag införs, som gör att ogifta kvinnor, som har fyllt 25 år, kan ansöka i domstol om att bli myndiga. Kvinnor som gifter sig blir åter omyndiga och dessutom måste särskilt domstolsbeslut tas om kvinnan vill sköta sina egna affärer.
- 15 juni – Jeddahmassakern 1858 äger rum i staden Jeddah på arabiska halvön.
- 17 juni – Järnvägen Atlantic and North Carolina Railroad invigs i USA, och består av 95 engelska mil från Goldsboro, North Carolina till New Bern, North Carolina.[5]

### Juli
- 16 juli – Statyn av Jöns Jacob Berzelius i Katthavet (nuvarande Berzelii park) i Stockholm avtäcks.
- 18 juli – Göran Fredrik Göransson framställer rent tackjärn för första gången genom den nya Bessemermetoden. Det sker vid Edske masugn vid gränsen mellan Gästrikland och Dalarna cirka 4 kilometer väster om Hofors.
- 29 juli – Harrisfördraget mellan USA och Japan undertecknas.

### Augusti
- 5 augusti – Det första telegrammet sänds mellan Europa och Amerika genom den transatlantiska telegrafkabeln.

### November
- 19 november – British Columbia blir en brittisk kronkoloni.[6]

### Oktober
- 1 oktober – Husagan avskaffas i Sverige. Myndiga anställda får ej längre agas, medan manliga under arton och kvinnliga under sexton fortfarande tillåts agas (fram till 1920).[7]
- 6–16 oktober – Amerikanska marinsoldater utför vedergällning mot infödda på Fijiöarna för mord på två amerikanska medborgare på Waya.[1]
- 26 oktober – Det svenska Konventikelplakatet, instiftat 1726, avskaffas, vilket medför ökad trosfrihet för frikyrkliga samfund. Privata bönemöten tillåts. En konventikelförordning införs dock, enligt vilken kyrkoherden tillåts ingripa mot förkunnelse som anses kunna leda till kyrklig söndring.[8]

### Okänt datum
- Det första finskspråkiga läroverket inrättas i Jyväskylä.
- Den ryske statsmannen Nikolaj Muravjov-Amurskij tvingar Kina att avstå från Amurområdet.
- I Sverige införs småskola som den svenska folkskolans skolår 1-2.[9]
- Den svenska yrkeskategorin småskollärare bildas, genom att hemundervisningslärarna får seminarieutbildning och yrkesstatus.

## Födda

### Första kvartalet

#### Januari
- 1 januari – John Gaston Grant, amerikansk republikansk politiker. (död 1923)
- 2 januari – Beatrice Webb, brittisk socialistisk reformator. (död 1943)
- 4 januari
  - Carter Glass, amerikansk demokratisk politiker, USA:s finansminister 1918–1920. (död 1946)
  - Edvard Glæsel, dansk trädgårdsarkitekt. (död 1915)
- 5 januari – Gustaf af Geijerstam, svensk författare. (död 1909)
- 15 januari – Albert W. Gilchrist, amerikansk demokratisk politiker, guvernör i Florida 1909–1913. (död 1926)

#### Februari
- 6 februari – Jonathan P. Dolliver, amerikansk republikansk politiker, senator 1900–1910. (död 1910)
- 15 februari – William Henry Pickering, amerikansk astronom. (död 1938)
- 25 februari – Gottfrid Adlerz, svensk zoolog. (död 1918)
- 28 februari
  - Richard P. Ernst, amerikansk republikansk politiker, senator 1921–1927. (död 1934)
  - Tore Svennberg, svensk skådespelare, chef för Dramaten 1922–1928. (död 1941)

#### Mars
- 17 mars
  - William E. Chilton, amerikansk demokratisk politiker, senator 1911–1917. (död 1939)
  - Harald Molander, svensk författare och teaterregissör. (död 1900)
- 18 mars – Rudolf Diesel, uppfinnare av dieselmotorn. (död 1913)
- 30 mars – Arvid Nordquist, svensk grundare av Arvid Nordquist H.A.B. (död 1922)

### Andra kvartalet

#### April
- 3 april – Bert M. Fernald, amerikansk republikansk politiker, guvernör i Maine 1909–1911, senator 1916–1926. (död 1926)
- 15 april – Émile Durkheim, fransk sociolog. (död 1917)

#### Maj
- 11 maj – Carl Hauptmann, tysk författare och filosofie doktor. (död 1921)
- 16 maj – Robert S. Vessey, amerikansk republikansk politiker, guvernör i South Dakota 1909–1913. (död 1929)
- 28 maj – Carl Nyberg, svensk uppfinnare och industriman. (död 1943)

#### Juni
- 3 juni – Alina Jägerstedt, svensk politiker. (död 1919)
- 5 juni – Carl Swartz, svensk högerpolitiker och fabrikör, Sveriges statsminister från 30 mars till 19 oktober 1917. (död 1926)
- 8 juni – Aleksandr Ragoza, rysk militär. (död 1919)
- 13 juni – Emma Bendz, svensk författare. (död 1927)
- 16 juni – Gustaf V, kung av Sverige 1907–1950. (död 1950)
- 18 juni – William C. Redfield, amerikansk demokratisk politiker, handelsminister 1913–1919. (död 1932)
- 19 juni – Richard Markgren, svensk kyrkoherde och riksdagsman. (död 1928)

### Tredje kvartalet

#### Juli
- 1 juli – Willard Leroy Metcalf, amerikansk konstnär. (död 1925)
- 16 juli – Petar Bojović, serbisk militär. (död 1945)
- 21 juli – Lovis Corinth, tysk konstnär. (död 1925)
- 25 juli – William C. McDonald, amerikansk demokratisk politiker, guvernör i New Mexico 1912–1917. (död 1918)

#### Augusti
- 15 augusti
  - Edith Nesbit, brittisk författare. (död 1924)
  - John K. Shields, amerikansk demokratisk politiker och jurist, senator 1913–1925. (död 1934)
- 21 augusti – Rudolf av Österrike, österrikisk ärkehertig, kronprins. (död 1889)

#### September
- 1 september – Carl Auer von Welsbach, österrikisk kemist och uppfinnare. (död 1929)
- 15 september
  - Frank A. Briggs, amerikansk republikansk politiker, guvernör i North Dakota 1897–1898. (död 1898)
  - Charles de Foucauld, romersk-katolsk präst, eremit och ordensgrundare, saligförklarad. (död 1916)

### Fjärde kvartalet

#### Oktober
- 3 oktober – Eleonora Duse, italiensk skådespelare. (död 1924)
- 9 oktober – Bruno Gebhardt, tysk historiker. (död 1907)
- 11 oktober – Nils Kreuger, svensk konstnär. (död 1930)
- 19 oktober – George Albert Boulenger, brittisk zoolog. (död 1937)
- 24 oktober – Ebba Munck af Fulkila, svensk hovfröken. (död 1946)
- 27 oktober – Theodore Roosevelt, amerikansk politiker, USA:s president 1901–1909.[10] (död 1919)

#### November
- 8 november – Lawrence Y. Sherman, amerikansk republikansk politiker och jurist, senator 1913–1921. (död 1939)
- 20 november – Selma Lagerlöf, svensk författare, nobelpristagare, ledamot av Svenska Akademien. (död 1940)
- 21 november – Charles A. Towne, amerikansk politiker. (död 1928)
- 23 november – Albert Ranft, svensk teaterchef och skådespelare. (död 1938)
- 30 november – Jagadish Chandra Bose, indisk läkare och forskare på mikrovågsområdet. (död 1937)

#### December
- 3 december – Ida Aalberg, finländsk skådespelare. (död 1915)
- 22 december – Giacomo Puccini, italiensk kompositör. (död 1924)
- 28 december – Samuel H. Piles, amerikansk republikansk politiker och diplomat, senator 1905–1911. (död 1940)
- 31 december – Harry S. New, amerikansk republikansk politiker. (död 1937)

## Avlidna

### Första kvartalet

#### Januari
- 19 januari – Wilhelm Linsén, 27, finländsk arkitekt.

#### Februari
- 15 februari – Joachim Wilhelm Pipping, 39, finländsk läkare.
- 26 februari – Thomas Tooke, 83, brittisk nationalekonom och statistiker.

#### Mars
- 30 mars – Marie Kinnberg, svensk fotograf och målare.

### Andra kvartalet

#### April
- 10 april
  - Thomas Hart Benton, 76, amerikansk politiker, senator 1821–1851.
  - William Marks, 79, amerikansk politiker, senator 1825–1831.
- 27 april – Sir William Peel, 33, brittisk militär.

#### Maj
- 6 maj – Josiah J. Evans, 71, amerikansk demokratisk politiker och jurist, senator 1853-1858.

#### Juni
- 15 juni – Ary Scheffer, 63, nederländsk-fransk målare.

### Tredje kvartalet

#### Juli
- 15 juli – Aleksandr Ivanov, 51, rysk målare.

#### Augusti
- 1 augusti – Karl Gustav Bonuvier, 81, svensk-finländsk skådespelare och teaterdirektör.

#### September
- 3 september – George Tyler Wood, 63, amerikansk demokratisk politiker och militär, guvernör i Texas 1847–1849.

### Fjärde kvartalet

#### Oktober
- 1 oktober – Alois Negrelli, 59, österrikisk ingenjör och järnvägspionjär.
- 15 oktober – Carl Gustaf Mosander, 61, svensk kemist och lärare.
- 31 oktober – Carl Thomas Mozart, 74, son till Wolfgang Amadeus Mozart och Constanze Mozart.

#### November
- 3 november – Harriet Taylor Mill, 51, brittisk författare, filosof och kvinnorättskämpe.
- 16 november – Robert Hanna, 72, amerikansk politiker, senator 1831–1832.
- 17 november – Robert Owen, 87, brittisk industriägare och samhällsreformator.

#### December
- 30 december – Carl Zeyher, 59, tysk entomolog och botaniker.

### Fotnoter
1. 1 2  Grimmett, Richard F. (5 oktober 2004). ”Instances of Use of United States Armed Forces Abroad, 1798 – 2004”. Naval History and Heritage Command. https://www.history.navy.mil/research/library/online-reading-room/title-list-alphabetically/i/use-of-armed-forces-abroad-1798-2004.html.
2. ↑  ”Värmlands brandhistoriska klubb”. Arkiverad från originalet den 12 oktober 2011. https://www.webcitation.org/62NB7kO36?url=http://www.brandhistoriska.org/olyckor_se.html.
3. ↑  ”Sveriges geologiska undersökning”. http://www.sgu.se/sgu/sv/om_sgu/historik/SGU-artal.html.
4. ↑  ”World Statesmen (läst 3 april 2011)”. http://www.worldstatesmen.org/US_states_F-K.html#Minnesota.
5. ↑  ”CommunicationSolutions/ISI, "Railroads — prior to the Civil War"”. Arkiverad från originalet den 26 juli 2011. https://web.archive.org/web/20110726152211/http://historync.org/railroads.htm., North Carolina Business History, 2006, läst 1 februari 2010
6. ↑  ”World Statesmen (läst 3 april 2011)”. http://www.worldstatesmen.org/Canada_Provinces_A-O.html#British.
7. ↑  ”Det hände i dag - 1 oktober”. http://webnews.textalk.com/se/calendar.php?id=9747&type=month&ds=20111001&list=true.
8. ↑  Frängsmyr, Tore (2004) Svensk idéhistoria : Bildning och vetenskap under tusen år, Del II 1809-2000, Stockholm: Natur & Kultur, s. 91f
9. ↑  ”Skolans historia, Sverige   (UTF-8)”. http://www.hhogman.se/skolhistoria.htm.
10. ↑  ”Det hände i dag”. http://webnews.textalk.com/se/calendar.php?id=9747&type=month&ds=20111027&list=true.